# Mana Nishiura
Mana Nishiura, nota anche con lo pseudonimo di China (西浦真奈?, Nishiura Mana; Hiroshima, 11 ottobre 1971 – Contea di Salem, 4 novembre 2005), è stata una batterista giapponese.
È particolarmente conosciuta per essere stata la batterista dei gruppi alternative rock giapponesi Shonen Knife e DMBQ.

## Biografia
Nishiura era una rinomata batterista di jam session, ed ha suonato con diverse band durante tutta la sua carriera; alcuni nomi includono Rashinban, Jesus Fever, ya to i, jimama, Teem, Music Start Against Young Assault e Cel. Si è unita alle Shonen Knife nel 2001, ed ha suonato con loro fino al 2004.
Durante un tour negli Stati Uniti con il gruppo metal DMBQ, il 4 novembre 2005 il furgoncino del gruppo è stato coinvolto in un incidente autostradale, vicino al Delaware Memorial Bridge. Alla giunzione tra le strade US 40 e I-295, un altro veicolo ha colpito da dietro il furgoncino, il quale è rotolato oltre il margine della strada. Nishiura è stata sbalzata fuori dal veicolo ed è morta sul colpo, mentre gli altri membri del gruppo sono stati portati urgentemente in ospedale. L'incidente ha causato gravi danni anche al manager della band.